# Garmin-Sharp/Saison 2012
Dieser Artikel listet Erfolge und Fahrer des Radsportteams Garmin-Sharp in der Saison 2012 auf.

## Erfolge in der UCI WorldTour
Bei den Rennen der UCI WorldTour im Jahr 2012 gelangen dem Team nachstehende Erfolg.
| Datum      | Rennen                      | Fahrer                |
| ---------- | --------------------------- | --------------------- |
| 9. Mai     | 4. Etappe Giro d’Italia     | Mannschaftszeitfahren |
| 5.–27. Mai | Gesamtwertung Giro d’Italia | Ryder Hesjedal        |
| 13. Juli   | 12. Etappe Tour de France   | David Millar          |

## Erfolge in der UCI Africa Tour
Bei den Rennen der  UCI Africa Tour im Jahr 2012 gelangen dem Team nachstehende Erfolge.
| Datum   | Rennen                                   | Kat. | Fahrer        |
| ------- | ---------------------------------------- | ---- | ------------- |
| 4. März | Südafrikanischer Meister – Straßenrennen | CN   | Robert Hunter |

## Erfolge in der UCI America Tour
Bei den Rennen der  UCI America Tour im Jahr 2012 gelangen dem Team nachstehende Erfolge.
| Datum          | Rennen                                            | Kat. | Fahrer                |
| -------------- | ------------------------------------------------- | ---- | --------------------- |
| 17. Mai        | 5. Etappe Tour of California (EZF)                | 2.HC | David Zabriskie       |
| 26. Mai        | US-amerikanische Meisterschaft – Einzelzeitfahren | CN   | David Zabriskie       |
| 8. August      | 2. Etappe Tour of Utah                            | 2.1  | Mannschaftszeitfahren |
| 20. August     | 1. Etappe USA Pro Cycling Challenge               | 2.HC | Tyler Farrar          |
| 22. August     | 3. Etappe USA Pro Cycling Challenge               | 2.HC | Thomas Danielson      |
| 24. August     | 5. Etappe USA Pro Cycling Challenge               | 2.HC | Tyler Farrar          |
| 20.–26. August | Gesamtwertung USA Pro Cycling Challenge           | 2.HC | Christian Vandevelde  |

## Erfolge in der UCI Asia Tour
Bei den Rennen der  UCI Asia Tour im Jahr 2012 gelangen dem Team nachstehende Erfolge.
| Datum       | Rennen                           | Kat. | Fahrer                |
| ----------- | -------------------------------- | ---- | --------------------- |
| 6. Februar  | 2. Etappe Tour of Qatar          | 2.HC | Mannschaftszeitfahren |
| 24. Februar | 1. Etappe Tour de Langkawi (EZF) | 2.HC | David Zabriskie       |

## Erfolge in der UCI Europe Tour
Bei den Rennen der  UCI Europe Tour im Jahr 2012 gelangen dem Team nachstehende Erfolge.
| Datum         | Rennen                                      | Kat. | Sieger               |
| ------------- | ------------------------------------------- | ---- | -------------------- |
| 10. Februar   | 2. Etappe Tour Méditerranéen                | 2.1  | Michel Kreder        |
| 11. Februar   | 3. Etappe Tour Méditerranéen                | 2.1  | Michel Kreder        |
| 25. Februar   | Omloop Het Nieuwsblad                       | 1.HC | Sep Vanmarcke        |
| 4. April      | 2. Etappe Circuit Cycliste Sarthe           | 2.1  | Michel Kreder        |
| 6. April      | 5. Etappe Circuit Cycliste Sarthe           | 2.1  | Thomas Dekker        |
| 17. Mai       | 2. Etappe Tour of Norway                    | 2.1  | Raymond Kreder       |
| 22. Juni      | Litauische Meisterschaft – Einzelzeitfahren | CN   | Ramūnas Navardauskas |
| 24. Juni      | Deutsche Meisterschaft – Straßenrennen      | CN   | Fabian Wegmann       |
| 10. August    | 4. Etappe Tour de l’Ain                     | 2.1  | Andrew Talansky      |
| 7.–11. August | Gesamtwertung Tour de l’Ain                 | 2.1  | Andrew Talansky      |

## Abgänge – Zugänge
| Zugänge            | Team 2011                 | Abgänge                       | Team 2012           |
| ------------------ | ------------------------- | ----------------------------- | ------------------- |
| Koldo Fernández    | Euskaltel-Euskadi         | Thor Hushovd                  | BMC Racing Team     |
| Alex Rasmussen     | HTC-Highroad              | Gabriel Rasch                 | FDJ-Big Mat         |
| Fabian Wegmann     | Leopard Trek              | Jack Bobridge                 | Orica GreenEdge     |
| Robert Hunter      | Team RadioShack           | Julian Dean                   | Orica GreenEdge     |
| Sébastien Rosseler | Team RadioShack           | Brett Lancaster               | Orica GreenEdge     |
| Thomas Dekker      | Chipotle Development Team | Cameron Meyer                 | Orica GreenEdge     |
| Alex Howes         | Chipotle Development Team | Travis Meyer                  | Orica GreenEdge     |
| Raymond Kreder     | Chipotle Development Team | Matthew Wilson                | Orica GreenEdge     |
| Jacob Rathe        | Chipotle Development Team | Daniel Lloyd                  | Team IG-Sigma Sport |
| Jack Bauer         | Endura Racing             | Roger Hammond                 | Unbekannt           |
| Nathan Haas        | Genesys Wealth Advisers   | Alex Rasmussen (bis 31. Juli) | Dopingsperre        |

## Mannschaft
| Name                 | Geburtstag         | Nationalität           |              |
| -------------------- | ------------------ | ---------------------- | ------------ |
| Jack Bauer           | 7. April 1985      | Neuseeland             |              |
| Tom Danielson        | 13. März 1978      | Vereinigte Staaten     |              |
| Thomas Dekker        | 6. September 1984  | Niederlande            |              |
| Tyler Farrar         | 2. Juni 1984       | Vereinigte Staaten     |              |
| Koldo Fernández      | 13. September 1981 | Spanien                |              |
| Murilo Fischer       | 16. Juni 1979      | Brasilien              |              |
| Nathan Haas          | 12. März 1989      | Australien             |              |
| Heinrich Haussler    | 25. Februar 1984   | Australien             |              |
| Ryder Hesjedal       | 9. Dezember 1980   | Kanada                 |              |
| Alex Howes           | 1. Januar 1988     | Vereinigte Staaten     |              |
| Robert Hunter        | 22. April 1977     | Südafrika              |              |
| Andreas Klier        | 15. Januar 1976    | Deutschland            |              |
| Michel Kreder        | 15. August 1987    | Niederlande            |              |
| Raymond Kreder       | 26. November 1989  | Niederlande            |              |
| Christophe Le Mével  | 11. September 1980 | Frankreich             |              |
| Martijn Maaskant     | 27. Juli 1983      | Niederlande            |              |
| Daniel Martin        | 20. August 1986    | Irland                 |              |
| David Millar         | 4. Januar 1977     | Vereinigtes Königreich |              |
| Ramūnas Navardauskas | 30. Januar 1988    | Litauen                |              |
| Thomas Peterson      | 24. Dezember 1986  | Vereinigte Staaten     |              |
| Jacob Rathe          | 13. März 1991      | Vereinigte Staaten     |              |
| Sébastien Rosseler   | 15. Juli 1981      | Belgien                |              |
| Peter Stetina        | 8. August 1987     | Vereinigte Staaten     |              |
| Andrew Talansky      | 23. November 1988  | Vereinigte Staaten     |              |
| Johan Vansummeren    | 4. Februar 1981    | Belgien                |              |
| Christian Vandevelde | 22. Mai 1976       | Vereinigte Staaten     |              |
| Sep Vanmarcke        | 28. Juli 1988      | Belgien                |              |
| Fabian Wegmann       | 20. Juni 1980      | Deutschland            |              |
| David Zabriskie      | 12. Januar 1979    | Vereinigte Staaten     |              |
| Stagiaires           | Stagiaires         | Nationalität           | Nationalität |
| Lachlan Morton       | Lachlan Morton     | Australien             |              |
| Thomas Scully        | Thomas Scully      | Neuseeland             |              |
| Steele Von Hoff      | Steele Von Hoff    | Australien             |              |